# VK Prostějov
VK Prostějov je prostějovský volejbalový ženský klub, který hraje nejvyšší českou volejbalovou soutěž DATART Extraliga žen a je jejím jedenáctinásobný šampionem. Tým je pravidelným účastníkem evropských pohárů, 4x zvítězil v Česko-Slovenském poháru. 
REALIZAČNÍ TÝM:
Hlavní trenér Ľubomír Petráš, asistent trenéra Lukáš Sťahuliak, Sportovně technický manažer Ondřej Hubáček, statistik Jakub Krčmař, fyzioterapeut David Lisický, masér Ivana Kratochvílová, Lékař MUDr. Pavel Navrátil CSc., Sportovní ředitel Miroslav Čada. Naopak je téměř jistý návrat Jana Müllera, jenž v Prostějově působil od historicky úvodní sezóny vékáčka dlouhých (skoro) devět let.

## Historické názvy
- VK Prostějov
- 2009 – VK Modřanská Prostějov
- 2010 – VK Prostějov
- 2011 – VK AGEL Prostějov
- 2017 - VK Prostějov

## Soupiska 2024/2025
Aktuální k 24. 9. 2024.
| #  | Post        | Hráčka                 |
| -- | ----------- | ---------------------- |
| 1  | smečařka    | Pavla Meidlová         |
| 3  | univerzálka | Viktorie Dvořáková     |
| 4  | blokařka    | Silvie Pavlová         |
| 5  | nahrávačka  | Elise Ferreira         |
| 6  | blokařka    | Klára Vyklická         |
| 7  | libero      | Adéla Chevalierová     |
| 8  | smečařka    | Simona Marešová        |
| 9  | nahrávačka  | Bára Abendroth         |
| 10 | smečařka    | Lucia Herdová          |
| 11 | univerzálka | Nikola Kvapilová       |
| 13 | smečařka    | Rozálie Mikulášková    |
| 14 | smečařka    | Sonaly Monteiro Cidrao |
| 15 | blokařka    | Julie Bažó             |